# Celles-sur-Belle

Celles-sur-Belle este o comună în departamentul Deux-Sèvres, Franța. În 2009 avea o populație de 3,761 de locuitori.